# 洛伊彻-海因里希斯贝格
洛伊彻-海因里希斯贝格是德国萨克森-安哈尔特州的一个市镇。总面积30.77平方公里，总人口991人，其中男性513人，女性478人（2011年12月31日），人口密度32人/平方公里。